# Terrone

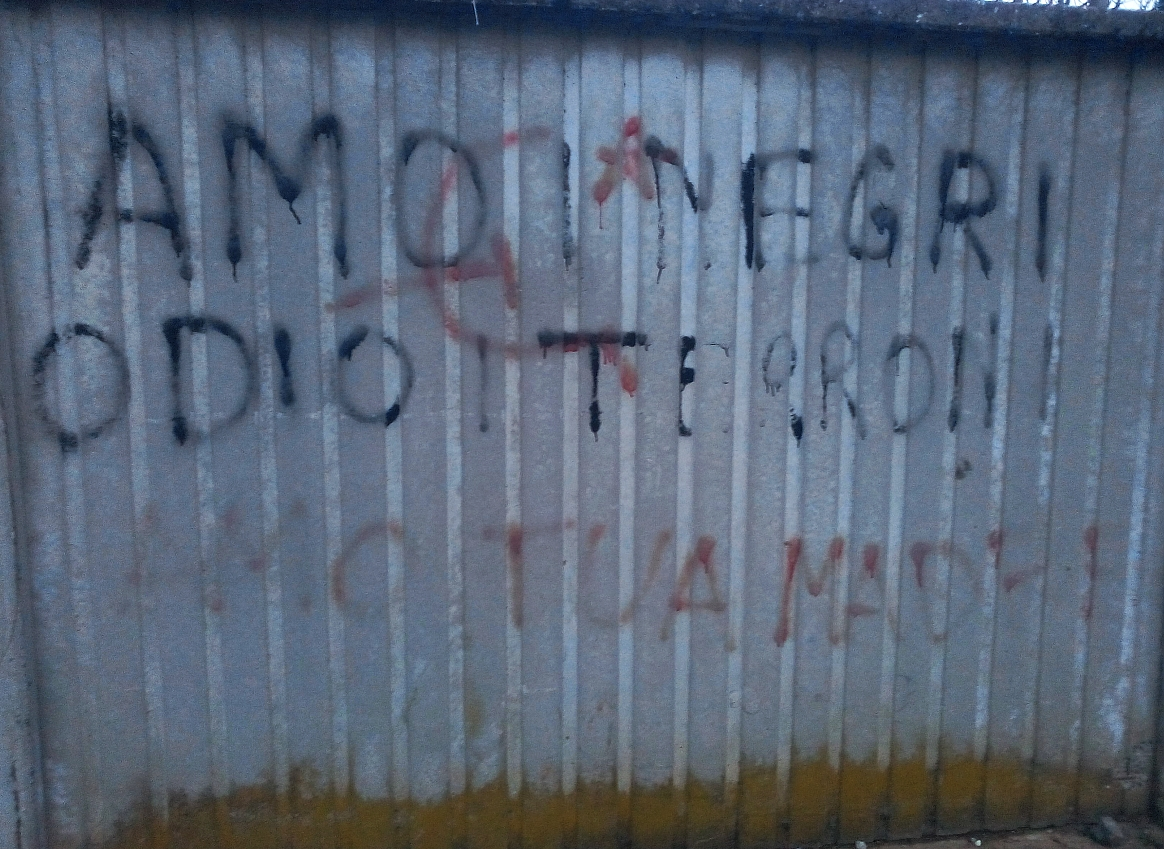
Grafiti racista en Caselette (Piamonte) diciendo amo i negri, odio i terroni ("Amo a los negros, odio a los terrones").

El término terrone es una expresión coloquial de los italianos, utilizada la mayoría de las veces con significado despreciativo para definir a los habitantes de Italia meridional. Últimamente, aunque pocas veces, en ambiente informal se dice en clave irónica.
Con el término terrone (de teróne, derivación de tierra) se indicaba en el siglo XVII un propietario de terrenos, o más bien un latifundista.
Su mayor uso tuvo lugar durante las décadas de 1960 y 1970 en algunas zonas del norte de Italia, a consecuencia de la gran migración de trabajadores y campesinos del sur del país en búsqueda de trabajo hacia las industrias del norte, en particular hacia el llamado "triángulo industrial" (Génova-Milán-Turín). Con esta ola de emigración surgieron fenómenos de intolerancia.
La palabra terrone ha sido reconocida como insulto y no cómo término folklorístico.
El 29 de diciembre de 2011, el líder de la Liga Norte Umberto Bossi, durante unos comicios en Albino, en la provincia de Bérgamo, insultó al Presidente de la República Giorgio Napolitano llamándole terún, según la expresión dialectal de la Lombardía y de otras regiones del norte. 
- Datos: Q1631473